# 지타타케토요역
지타타케토요역(일본어: 知多武豊駅)은 일본 아이치현 지타군 다케토요정에 위치한 나고야 철도 고와선의 철도역이다. 역 번호는 KC 16이며, 상대식 승강장 2면 2선의 구조를 갖춘 고가역이다.

## 타는 곳
| 1 | ■ 고와선 | 하행 | 고와 · 우쓰미 방면                           |
| 2 | ■ 고와선 | 상행 | 오타가와 · 나고야 · 이누야마 · 신우누마 방면 |

## 이용 현황
- 2013년 기준 : 6,308명

## 역 주변
- 다케토요 정청
- 도카이 여객철도 다케토요 선 다케토요역

## 인접 역
| 나고야 철도 고와선           | 나고야 철도 고와선                       | 나고야 철도 고와선   |
| ---------------------------- | ---------------------------------------- | -------------------- |
| KC 14 아오야마 오타가와 방면 | ■ 특급 · □ 쾌속 급행 · ■ 급행 · ■ 준특급 | 후키 KC 17 고와 방면 |
| KC 15 아게 오타가와 방면     | ■ 보통                                   | 후키 KC 17 고와 방면 |